# نبوءة زوال إسرائيل
|  | ما تزال هذه الصفحة قيد التطوير بإمكانك المساهمة في العمل عليها! ولكن يُستحسن أن تضيف تعديلاتك إلى صفحة النقاش أولاً لمناقشة موسعة ولتجنب تعارض التحرير. |

زوال دولة إسرائيل، هي نبوءة تنص على انهيار الدولة الإسرائيلية القائمة في الشرق الأوسط، وتناقَشُ هذه النبوءة من منظورين، منظور عسكري واستراتيجي، ومنظور ديني وحتمية قرآنية بدلائل على زوال هذا الكيان في السنة والقرآن .

## خلفية
دولة إسرائيل كثر الكلام عن زوالها وانهيارها، ونبوءة "زوال إسرائيل" هي ليست تكهنا أو كشفا للغيب، بل نوقشت هذه النبوءة بناء على محورين أساسين، الأول هو الجانب السياسي والعسكري، الذي ناقش انهيار الدولة الإسرائيلية بناء على معطيات سياسية أو عسكرية، والمحور الثاني هو الجانب الديني، والذي ناقشها بناء على تحليلات واجتهادات مبنية على أسس دينية.

### تاريخ النبوءة
فكرة "زوال إسرائيل" مرتبطة بشكل أساسي بالقضية الفلسطينية، وبناء على ذلك فإن النبوءة تصعد إلى الواجهة في كل مرة تشتعل فيها شرارات الصراع بأحداث كبيرة، كـطوفان الأقصى، أو الحرب الحالية الإسرائيلية على غزة أو لبنان أو توغلها في سوريا الذي بدأ عقب سقوط نظام بشار الأسد، إلا أن فكرة "زوال دولة إسرائيل" هي فكرة مطروحة قبل عقود، وقد ذكر الدكتور عبد الوهاب المسيري أن فكرة "زوال إسرائيل" مطروحة قبل التأسيس الفعلي للدولة، فكانت ولادة هذه الفكرة قديما ولكن برزت بشكل أوسع في العقدين الأخيرين بداية القرن الحادي والعشرين.

### موعد الزوال
تناولت النبوءات، سواء على المحور الديني أو المحور السياسي، تواريخ محددة لزوال دولة إسرائيل، فمنهم من قال أن إسرائيل لن تكون موجودة بعد 2022، ومن من قال ستزول في 2023، ومنهم من قال ستبدأ انهيارها عام 2025، ومنهم من قال لن تكون موجودة عام 2027، ومنهم من قال 2029، وكانت هذه التواريخ تعبر عن أفكار وأسس معينة، مثل فكرة لعنة العقد الثامن التي تنص على أن الدولة الإسرائيلية لن تتجاوز عقدها الثامن من تأسيسها، الذي كان عام 1948، ومنهم من كان أساسه على أسس دينية واجتهادات من خلال النصوص الدينية.

## المحور الأول: التحليلات القائمة على أساس سياسي وعسكري بعيدا عن الدين.
1. في عام 2022، حذّر رئيس الوزراء الإسرائيلي السابق، نفتالي بنيت، المواطنين من أن استمرار الخطاب السياسي التحريضي قد يؤدي إلى انهيار الدولة. جاءت تصريحاته في سياق تصاعد التوترات السياسية الداخلية، حيث وصف هذه اللغة بأنها "لعنة" تهدد استقرار إسرائيل. كما أعرب الرئيس الإسرائيلي، يتسحاق هيرتسوغ، عن قلقه البالغ إزاء الوضع الحالي. وأظهر استطلاع للرأي نشرته صحيفة "يسرائيل هيوم" أن 69% من الإسرائيليين يشعرون بالقلق على مستقبل دولتهم.[2]
2. في مقال نشر في يناير 2023، تناول المقال تصريحات البروفيسور الإسرائيلي دانيال كانمان -الحاصل على جائزة نوبل في الاقتصاد عام 2002 بفضل أبحاثه في علم النفس والاقتصاد السلوكي- حيث أعرب عن قلقه العميق بشأن مستقبل "إسرائيل"، وأشار إلى أن الإصلاحات القضائية التي تسعى إليها حكومة نتنياهو تهدد الديمقراطية، وقارن الوضع الحالي بحرب 1973، لكنه أكد أن قلقه الآن أكبر، معتبرًا أن "إسرائيل" لم تعد كما كانت، بل وصف ذلك بأنه نهاية إسرائيل كما يعرفها، ما قد يدفع أحفاده لعدم الرغبة في العيش هناك، محذرًا من انزلاق النظام نحو الديكتاتورية.[3]
3. تناول مقالٌ نشر في مارس 2023 تصريحاتٍ لتامير باردو، الرئيس السابق لجهاز الموساد، حيث أكد أن "إسرائيل" تعيش حالة تفكك وتدمير ذاتي، مشيرًا إلى أن الخطر الأكبر يأتي من الداخل وليس من طهران أو غزة أو لبنان. واعتبر أن السياسات الحالية تهدد وجود "إسرائيل"، مشبّهًا الوضع بما يحدث في الدول التي تنهار داخليًا بسبب النزاعات.[4]
4. في الآونة الأخيرة، شهدت "إسرائيل" تصاعدًا في الهجرة العكسية، مع تزايد معدلات مغادرة الإسرائيليين بسبب الأوضاع الأمنية والاقتصادية والسياسية المتدهورة، خاصة عقب الحرب الأخيرة على غزة، ووفقًا للأرقام، ارتفعت طلبات الهجرة، لا سيما بين الفئات الشابة والمتعلمة، وسط تصاعد المخاوف من المستقبل، ما يعكس حالة عدم الاستقرار الداخلي.[5]